# Бунпо
Бунпо (文保) је јапанска ера (ненко) која је настала после Шова и пре Гено ере. Временски је трајала од фебруара 1317. до априла 1319. године и припадала је Камакура периоду. Владајући цареви били су Ханазоно и Го-Даиго.

## Важнији догађаји Бунпо ере
- 1317. (Бунпо 1, девети месец): Бивши цар Фушими умире у 53 години.[3]
- 1318. (Бунпо 2, други месец): У једанаестој години Ханазонове владавине цар абдицира и трон наслеђује његов рођак, други син бившег цара Го-Уде. Нови владар је Го-Даиго.[4]
- 1319. (Бунпо 3, четврти месец): Цар Го-Даиго мења име ере како би обележио почетак његове владавине.[5]